# Cyrebia
Cyrebia is een geslacht van vlinders van de familie uilen (Noctuidae).

## Soorten
- C. anachoreta (Herrich-Schäffer, 1851)
- C. luperinoides Guenee, 1852